# Mun, Hautes-Pyrénées
Mun är en kommun i departementet Hautes-Pyrénées i regionen Occitanien i sydvästra Frankrike. Kommunen ligger i kantonen Pouyastruc som tillhör arrondissementet Tarbes. År 2022 hade Mun 77 invånare.

## Befolkningsutveckling
Antalet invånare i kommunen Mun
| Referens: INSEE |